# La Bonne Mère (Goldoni)
Pour les articles homonymes, voir Bonne Mère.
La Bonne Mère (La buona madre) est une comédie en trois actes de Carlo Goldoni, représentée pour la première fois à Venise lors du carnaval en janvier 1761.

## Argument
La pièce met en scène deux veuves pauvres à Venise, Barbara, la 'bonne mère" et Lodovica, la "mauvaise mère", qui élèvent seules leurs enfants avec le même projet : marier leurs enfants respectifs de manière économiquement avantageuse et gratifiante socialement.
Barbara, couturière et lingère, a deux enfants, une fille Giacomina et un fils Nicoletto. La famille est dans une situation financière difficile. Barbara, qui adore son fils, souhaite le marier à une amie, Agnese, veuve jeune et riche ; mais cette dernière doute des sentiments de Nicoletto. En effet, ce dernier, à l'insu de sa mère, est amoureux de la jeune Daniela et se fait passer auprès de sa mère, Lodovica, qui est veuve, pour un jeune homme riche ; mais Lodovica ne veut marier sa fille qu’à un bon parti, et sûr. Margarita, la servante de Barbara, qui est courant, hésite à révéler la vérité à sa patronne. Barbara souhaiterait également marier Giacomina à un riche marchand de tissu, Sior Rocco.
Barbara, en compagnie de Lunardo, son frère, fait une scène au domicile de Lodovica, en présence de cette dernière, de Daniela et Nicoletto. Nicoletto supplie sa mère de lui pardonner ; ils se réconcilient. Lunardo découvre la beauté de Daniela et lui fait des avances. Agnese se rend chez Barbara et déclare vouloir épouser Nicoletto ; ils se fiancent, ainsi que Sior Rocco et Giacomina, Lunardo et Daniela. Lodovica se retrouve seule.

## Représentations notables
- 1989 : Strasbourg, Théâtre national de Strasbourg, puis Paris, Théâtre national de Chaillot, mise en scène de Jacques Lassalle[1],[2].

## Éditions en français
- La Bonne Mère, traduction et notes de Ginette Herry, L'Arche (collection : Scène ouverte), 1988, 145 p.  (ISBN 2-85181-214-9).